# César Cortinas
César Cortinas Peláez, (San José de Mayo, 9 de agosto de 1892 - Córdoba, Argentina, 23 de marzo de 1918) fue un compositor uruguayo de música académica. A pesar de haber vivido apenas 28 años, sus composiciones le han valido un lugar en la historia de la música culta uruguaya.

## Biografía
Hijo de Miguel Cortinas y de Ventura Peláez, César Cortinas fue el menor de cinco hermanos, entre los que se contaron el político Ismael Cortinas y la escritora y activista Laura Cortinas. Sus estudios musicales comienzan en el año 1905 cuando su padre es electo diputado por el departamento de San José y la familia debe trasladarse a vivir a Montevideo. Allí comienza a tomar lecciones con el maestro Camilo Giucci (abuelo del compositor Carlos Giucci).
A los trece años comienza a escribir sus primeras composiciones. A este período de sus estudios en Montevideo con Camilo Giucci pertenecen sus primeras obras, entre ellas Balada, Printemps y un Ave María a tres voces.
En 1909, con 17 años de edad, se va a Europa y pasa la prueba de admisión para estudiar en la Alta Escuela de Música de Berlín que dirigía Max Bruch, convirtiéndose en el único alumno sudamericano que tuvo el maestro.
El clima del norte europeo le hace enfermar de tuberculosis pulmonar y llega a estar al borde de la muerte, lo que lo obliga a trasladarse a Suiza para ser atendido. En 1911 es dado de alta y regresa a Montevideo para dedicarse a su actividad compositiva.
Su segundo viaje a Europa ocurre en 1912. Durante su estancia allí escribe para periódicos uruguayos sobre la vida musical europea, pero al estallar la Primera Guerra Mundial se ve obligado a regresar a Montevideo en noviembre de 1914, ya muy quebrantado de salud. Para atender su salud, se va a la casa de campo de su hermana María Cortinas, donde compone el Poema para piano y cuarteto de cuerdas.
Manuel García Servetto lo definió como «un músico fino, sensible y original. Su armonía era muy avanzada para la época y el medio ambiente; expresaba un estilo romántico y universalista».

## Principales obras
- Balada para piano (1906)
- Sonata en re mayor para violín y piano (1909)
- Sonata trágica en si menor para violín (o violonchelo) y piano
- Resurrexit sobre texto de María Eugenia Vaz Ferreira (1911)
- Idilio para orquesta (1912)
- La última gavota, ópera en un acto estrenada en el Teatro Solís el 25 de agosto de 1916 (día de la independencia de Uruguay)
- La sulamita, música incidental para el poema de Arturo Capdevilla (1917)
- Poema para piano y cuarteto de cuerdas (1916)[4]